# Polia adjuncta
Polia adjuncta là một loài bướm đêm trong họ Noctuidae.